# 西哈薩克斯坦州
西哈薩克斯坦州（羅馬化：Batys Qazaqstan oblysy，羅馬化：Zapadno-Kazakhstanskaya oblast）是哈薩克斯坦的一個州份，位于欧洲。北為俄羅斯，烏拉爾河在中部流過。面積151,300平方公里。人口606,700（2005年1月数据）。首府烏拉爾。

## 歷史
在俄罗斯帝国时期为乌拉尔斯克州的一部分。
1932年成立西哈萨克斯坦州。1962年改为乌拉尔州。1992年恢复西哈萨克斯坦州。

## 经济
主要工业为石油、天然气。

## 外部連結
- 官方網站（页面存档备份，存于）